# Johann Ludwig Krebs
Johann Ludwig Krebs (w formie spolszczonej Jan Ludwik Krebs; ur. w październiku 1713 w Buttelstedt, zm. 1 lutego 1780 w Altenburgu) – niemiecki kompozytor i organista epoki baroku, uczeń Johanna Sebastiana Bacha.

## Życiorys
Krebs urodził się w roku 1713 (dokładna data urodzenia nie jest znana, przypuszcza się, że urodził się między 10 a 12 października) w Buttelstedt w rodzinie znanego organisty Johanna Tobiasa Krebsa. J. Tobias miał co najmniej trzech synów utalentowanych muzycznie, jednak to Johanna Ludwiga posłał do Lipska w celu odbycia studiów gry na organach i skrzypcach u Johanna Sebastiana Bacha. W Lipsku Johann Ludwig Krebs poczynił tak wielkie postępy,
że wskazywano go na następcę wielkiego Johanna Sebastiana na stanowisku kantora kościoła św. Tomasza
oraz spadkobiercę bachowskiej myśli kontrapunktu.
Niestety, mimo niezwykłej biegłości technicznej i kompetencji Krebs nie otrzymał stanowiska kantora po Bachu.
Dopiero w roku 1755 otrzymał stałą posadę dworskiego organisty odpowiadającą jego kompetencjom na dworze
księcia Fryderyka III. Krebs, będący w dramatycznej sytuacji materialnej, pracował przez długi czas w zamian za
żywność dla swojej licznej rodziny (miał siedmioro dzieci). Chociaż nigdy nie otrzymał stanowiska nadwornego
kompozytora i nie był zobowiązany jako organista do komponowania, Krebs zostawił bogatą kolekcję kompozycji na
organy, które doczekały się publikacji dopiero na początku XX wieku.

## Dzieła
Krebs otrzymał doskonałe wykształcenie muzyczne od Johanna Sebastiana Bacha, zaś jego kontrapunkt jest przez wielu uznawany za dorównujący mistrzostwem stylowi bachowskiemu. Jego kompozycje są uznawane za doskonały przykład dzieł organowych niemieckiego baroku. Współcześni zarzucali utworom zarówno Bacha, a później dziełom Krebsa, zbytnią zawiłość i archaiczność stylu – były to już bowiem czasy popularności lżejszego stylu klasycznego.
Wśród dzieł Krebsa najbardziej znane to Fantazja f-moll na obój i organy oraz Osiem małych preludiów i fug (których autorstwo przypisywane jest także jego ojcu, a długo było także przypisywane samemu Johannowi Sebastianowi Bachowi);
- Dzieła organowe: preludia, toccaty, fugi, fantazje, tria, preludia chorałowe
- Dzieła wokalne: kantaty, motety, arie, dwa magnificaty, msza, oratorium
- Dzieła instrumentalne: tria, sonaty, sinfonie, koncerty
- Dzieła klawesynowe: Koncert w stylu włoskim G-dur, koncert a-moll na dwa klawesyny